# River Glen (vattendrag i Storbritannien, lat 55,57, long -2,03)
River Glen är ett vattendrag i Storbritannien.   Det ligger i riksdelen England, i den centrala delen av landet, 500 km norr om huvudstaden London.